# HOLD YOUR LAST CHANCE
『HOLD YOUR LAST CHANCE』（ホールド・ユアー・ラスト・チャンス）は、日本のミュージシャンである長渕剛の7枚目のオリジナルアルバム、およびアルバムの9曲目に収録されている楽曲である。
1984年8月18日に東芝EMIのエキスプレスレーベルからリリースされた。前作『HEAVY GAUGE』（1983年）よりおよそ1年2ヶ月ぶりとなる作品であり、作詞は長渕および秋元康、作曲およびプロデュースは長渕が担当している。
本作のレコーディングは5thアルバム『時代は僕らに雨を降らしてる』（1982年）以来となる日本国外レコーディングが一部行われており、また同作と同様にミキサーとしてグレッグ・ラダニーが参加している。本作より声質や歌唱法が変化しており、前作より増してロックサウンドを意識した作風となっている。
TBS系テレビドラマ『家族ゲームII』（1984年）の主題歌として使用された先行シングル「孤独なハート」を収録している。
オリコンチャートでは最高位3位となった。

## 背景
前作『FROM T.N.』（1983年）を11月28日にリリース後、8月25日より始まっていたライブツアー「LIVE'83 - '84 JUST HEAVY GAUGE」を継続して開催しており、翌1984年1月1日には2回目となる日本武道館での公演を実現した。
その後、ファンクラブである「TSUYOSHI CLUB」結成記念イベントとして、3年ぶりとなる弾き語りのみのライブツアーを3月15日より4月9日までの全10公演を開催、さらに3月21日には先行シングル「孤独なハート」（1984年）をリリースした。このシングルおよび本アルバム収録曲から声質が変化しており、また歌唱法も変化している。この事に関して長渕は、「自分の声が、嫌で嫌でしょうがなかった」と語っており、声を潰すためにルゴールの原液や奄美の50度もある焼酎をとりよせては毎日うがいなどを行っていた。声は一度は枯れるが、また元に戻ってしまう事を繰り返し、結局は年間120ヶ所におよぶライブで歌う事によって、喉にポリープが発生し声質に変化をもたらす事となった。
音楽活動以外では、テレビドラマ『家族ゲーム』（1983年）が高視聴率を獲得したことから、続編となる『家族ゲームII』が制作され、4月20日から7月13日までに全11回で放送、主題歌として「孤独なハート」、挿入歌として「スローダウン」、「太陽へ続くハイウェイ」が使用された。本来であれば同ドラマは2クール放送される予定であったが、視聴率が低迷したため打ち切りとなり、急遽『うちの子にかぎって…』（1984年 - 1985年）が企画、放送される事になった。

## 録音
アルバム『時代は僕らに雨を降らしてる』（1982年）以来2年ぶりに、ミキサーにグレッグ・ラダニーを迎え、ロサンゼルスでの楽曲レコーディングも一部行われている。

## 音楽性
文芸雑誌『別冊カドカワ 総力特集 長渕剛』では、「過去の歌唱法を真っ向から否定するボーカルが飛び出す。当時は、あの「順子」の、あの「乾杯」の長渕剛とすぐには結び付かなかったリスナーも多かったのではないか」と表記されている。

## リリース
アルバムは1984年8月18日に東芝EMI／エキスプレスよりレコード、カセットテープ、CDの3形態でリリースされた。
その後、CDのみ1988年5月25日に再リリースされ、2006年2月8日に24ビット・デジタルリマスター、紙ジャケット仕様で再リリースされた。

## アートワーク
ジャケット写真の血糊は『家族ゲームII』で特殊メイクを担当したスタッフによるもの。
文芸雑誌『別冊カドカワ 総力特集 長渕剛』では、「デビューからしばらくは、ミュージシャン好みのファッションだった。しかし、ドラマ出演をきっかけに、自己の外見もキャンバスであると開眼したのではないか。音楽のみならず、ファッションやアートワークにおいても、表現者であろうと。その第一弾が『HOLD YOUR LAST CHANCE』のジャケットだ」と表記されている。

## ツアー
本作を受けてのコンサートツアーは「LIVE'84 - '85 HOLD YOUR LAST CHANCE」と題し、1984年8月28日の宮崎市民会館を皮切りに35都市全41公演を行っている。1985年1月8日、1月9日には日本武道館2日間連続公演を実現している。

## 批評
| 専門評論家によるレビュー     | 専門評論家によるレビュー |
| レビュー・スコア             | レビュー・スコア         |
| 出典                         | 評価                     |
| ---------------------------- | ------------------------ |
| CDジャーナル                 | 肯定的                   |
| 別冊カドカワ 総力特集 長渕剛 | 肯定的                   |

- 音楽情報サイト『CDジャーナル』では、「ハードなギター・サウンドをバックに、男っぽいメッセージを歌う長渕剛がいる。私生活でのトラブルを想起させる『カム・バック・トゥ・マイ・ハート」などは、シンガー・ソング・ライター長渕剛ならではの説得力かもしれない」と肯定的な評価を下している[7]。

- 文芸雑誌『別冊カドカワ 総力特集 長渕剛』にて音楽ライターの藤井徹貫は、「あの『順子』の、あの『乾杯』の声ではない。その衝撃が全編を貫いているアルバム」、「変わるとは過去を捨てること、その長渕イズムがここで具体的な形となった。心が体を得たのだ」と肯定的な評価を下している[5]。

## チャート成績
オリコンチャートでは最高位3位となり、売り上げは約9万枚となった。また、2006年の再発版では最高位237位となった。

## 収録曲

### LP盤 / CT盤
| 全作曲: 長渕剛。 |                                         |                |            |          |      |
| #                | タイトル                                | 作詞           | 作曲・編曲 | 編曲     | 時間 |
| 1.               | 「SHA-LA-LA」                           | 長渕剛         | 長渕剛     | 瀬尾一三 | 4:03 |
| 2.               | 「言わんこっちゃないさ」(I TOLD YOU SO) | 長渕剛         | 長渕剛     | 瀬尾一三 | 4:13 |
| 3.               | 「TIME GOES AROUND」                    | 長渕剛         | 長渕剛     | 長渕剛   | 3:40 |
| 4.               | 「WAKE-UP! IT'S MORNING」               | 長渕剛、秋元康 | 長渕剛     | 瀬尾一三 | 4:32 |
| 5.               | 「COME BACK TO MY HEART」               | 長渕剛         | 長渕剛     | 長渕剛   | 5:51 |
| 合計時間:        | 合計時間:                               | 合計時間:      | 合計時間:  | 22:19    |      |

| #         | タイトル                                 | 作詞      | 作曲・編曲 | 編曲           | 時間 |
| --------- | ---------------------------------------- | --------- | ---------- | -------------- | ---- |
| 6.        | 「孤独なハート」(LONELY HEART)           | 秋元康    |            | 瀬尾一三       | 4:00 |
| 7.        | 「スローダウン」(SLOW DOWN)              | 長渕剛    |            | 長渕剛、山里剛 | 5:33 |
| 8.        | 「ファイティングポーズ」(FIGHTING PAUSE) | 長渕剛    |            | 瀬尾一三       | 5:47 |
| 9.        | 「HOLD YOUR LAST CHANCE」                | 長渕剛    |            | 瀬尾一三       | 4:16 |
| 合計時間: | 合計時間:                                | 合計時間: | 合計時間:  | 19:36          |      |

### CD盤
| 全作曲: 長渕剛。 |                                          |                |            |                |      |
| #                | タイトル                                 | 作詞           | 作曲・編曲 | 編曲           | 時間 |
| 1.               | 「SHA-LA-LA」                            | 長渕剛         | 長渕剛     | 瀬尾一三       | 4:03 |
| 2.               | 「言わんこっちゃないさ」(I TOLD YOU SO)  | 長渕剛         | 長渕剛     | 瀬尾一三       | 4:13 |
| 3.               | 「TIME GOES AROUND」                     | 長渕剛         | 長渕剛     | 長渕剛         | 3:40 |
| 4.               | 「WAKE-UP! IT'S MORNING」                | 長渕剛、秋元康 | 長渕剛     | 瀬尾一三       | 4:32 |
| 5.               | 「COME BACK TO MY HEART」                | 長渕剛         | 長渕剛     | 長渕剛         | 5:51 |
| 6.               | 「孤独なハート」(LONELY HEART)           | 秋元康         | 長渕剛     | 瀬尾一三       | 4:00 |
| 7.               | 「スローダウン」(SLOW DOWN)              | 長渕剛         | 長渕剛     | 長渕剛、山里剛 | 5:33 |
| 8.               | 「ファイティングポーズ」(FIGHTING PAUSE) | 長渕剛         | 長渕剛     | 瀬尾一三       | 5:47 |
| 9.               | 「HOLD YOUR LAST CHANCE」                | 長渕剛         | 長渕剛     | 瀬尾一三       | 4:16 |
| 合計時間:        | 合計時間:                                | 合計時間:      | 合計時間:  | 41:55          |      |

### 曲解説

#### A面
1. 「SHA-LA-LA」
バラエティ番組『ウッチャン・ナンチャン with SHA.LA.LA.』（1990 - 1992年、日本テレビ）の後期オープニングテーマに使用された。
2. 「言わんこっちゃないさ」 - I TOLD YOU SO
3. 「TIME GOES AROUND」
長渕自身によるエレキギターでの弾き語りに近い楽曲。桑田佳祐は発表当時自身のラジオ『桑田佳祐のオールナイトニッポン』（1984年 - 1985年）でこの曲を絶賛していた。
4. 「WAKE-UP! IT'S MORNING」
5. 「COME BACK TO MY HEART」
葛城ユキに提供した楽曲のセルフカバー。

#### B面
1. 「孤独なハート」 - LONELY HEART
12枚目のシングル曲。シングルバージョンとは若干異なっていて、リミックスされている。
2. 「スローダウン」 - SLOW DOWN
『家族ゲームII』の挿入歌
3. 「ファイティングポーズ」 - FIGHTING PAUSE
4. 「HOLD YOUR LAST CHANCE」
テレビドラマ『まんが道』（1986年）・『まんが道・青春篇』（1987年）、（いずれもNHK銀河テレビ小説）オープニングテーマとして主演の竹本孝之がカバーし、シングルとしてリリースされた。なお、『まんが道』オープニングは無印では1番が、『青春篇』では2番の歌詞が用いられている。元プロボクサーの戸高秀樹選手が現役時代に入場テーマとしても使用していた。中日ドラゴンズから読売ジャイアンツへと移籍した、プロ野球選手の大西崇之がカラオケでの持ち歌に同曲を挙げている。

## スタッフ・クレジット

### 参加ミュージシャン

#### 東京
- 田中清司 - ドラムス
- 滝本季延 - ドラムス（6曲目）
- 岡沢茂 - ベース
- 美久月千晴 - ベース（6曲目）
- 面谷誠二 - ギター
- 青山徹 - ギター（6曲目）
- 長渕剛 - ギター、アコースティックギター、マウスハープ、コーラス
- 山里剛 - アコースティックギター
- 村上律 - スティールギター
- 香川喜章 - キーボード、コーラス
- 瀬尾一三 - キーボード
- 矢島マキ - キーボード
- 西本明 - キーボード（6曲目）
- ペッカー - パーカッション
- ジェイク・コンセプション - サクソフォーン
- 浜田良美 - コーラス

#### ロサンゼルス
- マーク・ゴールデンバーグ（英語版） - ギター
- スコット・チェンバーズ - ベース
- フィル・ケンジー（英語版） - サクソフォーン
- グレッグ・アダムス - トランペット
- ビル・ラム - トロンボーン
- ダグ・ヘイウッド - コーラス
- デビー・パール - コーラス
- タンパ・ラン - コーラス
- ジュリア・ウォーターズ - コーラス
- マクシーン・ウォーターズ - コーラス
- カーメン・トゥイリー - コーラス

### スタッフ
- 長渕剛 - プロデューサー
- グレッグ・ラダニー（英語版） - ミックス・エンジニア
- 陣山俊一（ユイ音楽工房） - ディレクター
- 山里剛（ヤマハ音楽振興会） - ディレクター
- 木村嘉男（ファンハウス） - ディレクター
- 石塚良一 - レコーディング・エンジニア
- ニコ・ボラス（英語版） - アシスタント・ミキサー
- リチャード・ボスワース - アシスタント・ミキサー
- 糟谷銑司 - マネージメント
- ひらたしょういち - マネージメント
- 大川奘一郎 - 写真撮影
- なかだまりこ - メーク・アップ
- 川上源一  - エグゼクティブ・プロデューサー
- 後藤由多加 - エグゼクティブ・プロデューサー

## リリース履歴
| No. | 日付          | レーベル              | 規格     | 規格品番                      | 最高順位 | 備考                                                                         |
| --- | ------------- | --------------------- | -------- | ----------------------------- | -------- | ---------------------------------------------------------------------------- |
| 1   | 1984年8月18日 | 東芝EMI／エキスプレス | LP CT CD | ETP-90297 ZH28-1450 CA35-1088 | 3位      | 価格はLPとCTが2800円、CDは3500円                                             |
| 2   | 1988年5月25日 | 東芝EMI／エキスプレス | CD       | CT32-5203                     | -        | 歌詞ブックレットが投げ込みの歌詞カードに変更され、価格が3200円に改定された。 |
| 3   | 2006年2月8日  | 東芝EMI／エキスプレス | CD       | TOCT-25949                    | 237位    | 24ビット・デジタルリマスター、紙ジャケット仕様                               |